# انعكاس الزمن باستخدام الحاسوب الكمومي
تعاون باحثون من معهد موسكو للفيزياء والتكنولوجيا مع زملاء من الولايات المتحدة وسويسرا فعكسوا الزمن (باتجاه الماضي وليس باتجاه المستقبل ) وأعادوا حالة الحاسوب الكمومي جزءًا من الثانية إلى الماضي. حسبوا أيضًا احتمال أن ينتقل الإلكترون الموجود في الفضاء البين-نجمي الفارغ تلقائيًا إلى ماضيه القريب. ونُشرت الدراسة في الساينتفيك ريبورت بدورية نيتشر.
يقول مؤلف الدراسة الرئيسي (غوردي ليسوفيك – Gordey Lesovik)، رئيس مختبر فيزياء تكنولوجيا المعلومات الكمومية في معهد موسكو للفيزياء والتكنولوجيا: «هذا جزء من سلسلة من المقالات عن إمكانية كسر القانون الثاني للديناميكا الحرارية. يرتبط هذا القانون ارتباطًا وثيقًا بمفهوم سهم الزمن الذي يفرض اتجاهًا واحدًا من الماضي إلى المستقبل
يقول ليسوفيك: «لقد بدأنا بوصف ما يُسمى (آلة الحركة الدائمة المحلية من النوع الثاني – local perpetual motion machine of the second kind). ثم نشرنا ورقة بحثية في ديسمبر تناقش كسر القانون الثاني عبر جهاز يُسمى شيطان ماكسويل
في أحدث ورقة تعالج نفس المشكلة من زاوية ثالثة؛ أنشأنا بشكل مصطنع حالة تتطور في اتجاه معاكس لاتجاه سهم الزمن للديناميكا الحرارية

## ما الذي يجعل المستقبل مختلفًا عن الماضي؟
لا تميز معظم قوانين الفيزياء بين المستقبل والماضي. على سبيل المثال، افترض أن هناك معادلة تصف اصطدام وارتداد كرتي بلياردو متطابقتين. إذا سُجّلت لقطة مقربة لهذا الحدث بكاميرا وشُغّل الفيلم عكسيًا باتجاه الماضي ، فما يزال من الممكن تمثيلها بنفس المعادلة. الأكثر من ذلك، أنه لا يمكن التمييز من التسجيل إذا كانت قد عولجت أو لا. فكِلا الإصدارين يبدوان منطقيين كما لو كانت كرات البلياردو تتحدى الإحساس البديهي بالوقت.
ومع ذلك، تخيل تسجيلًا للكرة المحايدة البيضاء لكسر هرم كرات البلياردو التي ستنتشر في جميع الاتجاهات. في هذه الحالة، من السهل التمييز بين سيناريو الحياة الحقيقية والمشهد كما لو كان مسجلًا بطريقة عكسية. ما يجعل الأخير يبدو سخيفًا هو فهمنا الحدسي للقانون الثاني للديناميكا الحرارية؛ أي أن النظام المعزول إما أن يبقى ثابتًا أو يتطور نحو حالة من الفوضى بدلًا من النظام.
لا تمنع معظم قوانين الفيزياء الأخرى المتداولة كرات البلياردو من العودة للاصطفاف في هرم، أو الشاي المتدفق في الكوب من العودة مرة أخرى إلى كيس الشاي، أو البركان من الانفجار في الاتجاه المعاكس. لكن هذه الظواهر ليست مرصودة؛ لأنها تتطلب نظامًا معزولًا لافتراض حالة أكثر ترتيبًا دون أي تدخل خارجي، وهو ما يتعارض مع القانون الثاني. لم تُشرح طبيعة هذا القانون بالتفصيل الكامل، لكن الباحثين أحرزوا تقدمًا كبيرًا في فهم المبادئ الأساسية التي يقوم عليها.

## انعكاس الوقت التلقائي
قرر علماء فيزياء الكم من معهد موسكو للفيزياء والتكنولوجيا التحقق مما إذا كان يمكن للوقت أن يعكس نفسه تلقائيًا ( باتجاه الماضي وليس باتجاه المستقبل ) على الأقل لجسيم فردي ولجزء صغير من الثانية؛ أي بدلًا من اصطدام كرات البلياردو، فحصوا إلكترونًا منفردًا في الفضاء البين-نجمي الفارغ. يقول مؤلف الدراسة المشارك (أندريه ليبيديف- Andrey Lebedev ) من المعهد الفيدرالي السويسري للتكنولوجيا في زيورخ: «لنفترض أن موقع الإلكترون قد تحدد بدقة عندما بدأنا في رصده. هذا يعني أننا على يقين تام من موقعه في الفضاء. تمنعنا قوانين ميكانيكا الكم من معرفة ذلك بدقة مطلقة، لكن يمكننا تحديد منطقة صغيرة حيث يتموضع الإلكترون.
يشرح عالم الفيزياء الأمر موضحًا أن تطور حالة الإلكترون تحكمه معادلة شرودنغر. على الرغم من أنها لا تفرق بين المستقبل والماضي، فستتوسع مساحة الفضاء التي تحتوي على الإلكترون بسرعة كبيرة. أي إن النظام سيميل إلى أن يصبح أكثر فوضوية، ويزداد عدم اليقين بالنسبة لموضع الإلكترون. هذا مماثل للاضطراب المتزايد في نظام ذي نطاق أوسع (مثل طاولة البلياردو) بسبب القانون الثاني للديناميكا الحرارية. ويضيف (فاليري فينوكور- Valerii Vinokur)، مؤلف مشارك في البحث من مختبر أرجون الوطني بالولايات المتحدة: «معادلة شرودنجر قابلة للانعكاس، وهذا يعني رياضيًا -في ظل تحويل معين يُسمى (المرافق للعدد المركب – complex conjugation )- ستصف المعادلة موضعًا مشوشًا للإلكترون في منطقة صغيرة من الفضاء خلال نفس الفترة الزمنية.
على الرغم من عدم ملاحظة هذه الظاهرة في الطبيعة، يمكن أن تحدث نظريًا بسبب التقلب العشوائي في موجات الميكروويف في الخلفية الكونية التي تتخلل الكون. بدأ الفريق حساب احتمالية رصد موضع إلكترون مشوه خلال جزء صغير من الثانية قبل أن يتحول تلقائيًا إلى ماضيه الأخير. واتضح أنه حتى على مدار عمر الكون بأكمله (13.7 مليار سنة) ومع ملاحظة 10 مليارات إلكترون متموضع حديثًا كل ثانية؛ فإن التطور العكسي لحالة الجسيم لا يحدث إلا لمرة واحدة. وحتى بعد ذلك الحين، لن يسافر الإلكترون أكثر من جزء من عشرة مليارات من الثانية إلى الماضي.
من الواضح أن الظواهر التي تتم على نطاق واسع -كالتي تتضمن كرات البلياردو والبراكين- تميط اللثام عن نطاقات زمنية أكبر بكثير وتتميز بعدد مذهل من الإلكترونات والجزيئات الأخرى. هذا يفسر لماذا لا يمكننا رصد كبار السن وهم يصيرون أطفالًا أو رصد لطخة حبر تنفصل عن الورق.

## انعكاس الزمن تحت الطلب
حاول الباحثون عكس الوقت في تجربة من أربع مراحل. بدلًا من الإلكترون، رصدوا حالة الحاسوب الكمومي المصنوع من عنصرين ولاحقًا من ثلاثة عناصر أساسية تُسمى البت الكمومي فائق التوصيل.

### المرحلة الأولى: (الترتيب – order)
يُهيّأ كل بت كمومي في الحالة الأساسية التي تشير إلى الصفر. يتوافق هذا التكوين عالي الترتيب مع إلكترون متموضع في منطقة صغيرة، أو الوضع المثلث لكرات البلياردو قبل بدء اللعبة.

### المرحلة الثانية: (الفوضى – degradation)
يُفتقد الترتيب تمامًا، مثل تشويه موضع الإلكترون فوق مساحة كبيرة بشكل متزايد، أو كسر الترتيب المثلثي لكرات البلياردو فوق الطاولة، تصبح حالة البتّات نمطًا متغيّرًا أكثر تعقيدًا من الصفر والواحد. يتحقق ذلك من خلال إطلاق برنامج التطور لفترة وجيزة على الحاسوب الكمومي. قد تحدث فوضى مماثلة ذاتيًا بسبب التفاعلات مع البيئة. ومع ذلك، يحقق البرنامج الذي يُتحكّم به للتطور ذاتيًا المرحلةَ الأخيرة من التجربة.

### المرحلة الثالثة: (انعكاس الزمن – time reversal)
يُعدّل برنامجٌ خاص حالة الحاسوب الكمومي بحيث يتطور بعد ذلك للماضي من الفوضى إلى النظام. تشبه هذه العملية تقلبات موجات الميكروويف في الخلفية الكونية العشوائية في حالة الإلكترون، ولكن هذه المرة، تُحدث عن عمد. إن هذا يشبه في مثال البلياردو أن يعطي شخص ما الطاولة ضربة محسوبة تمامًا.

### المرحلة الرابعة: (البعث – Regeneration)
يُطلق برنامج التطور من المرحلة الثانية مرة أخرى. بحيث تقدم “الضربة” بنجاح، لا يؤدي البرنامج إلى مزيد من الفوضى بل يعيد حالة البتّات الكمومية إلى الماضي، وستستعيد الطريقة التي سيتموضع الإلكترون المشوش أو كرات البلياردو بها مساراتها في اتجاه التشغيل المعاكس، لتكوّن في النهاية شكل المثلث.
وجد الباحثون أنه في 85% من الحالات، عاد البت الكمومي لحاسوب الكم الآلي ثنائي البت الكمومي إلى الحالة الأولية. ولكن عندما أصبحت هناك ثلاثة بتّات كمومية، حدثت المزيد من الأخطاء؛ ما أدى إلى نسبة نجاح بلغت حوالي 50%.
وفقًا للمؤلفين، فإن هذه الأخطاء ناتجة عن عيوب في الحاسوب الكمومي الفعلي. بتطوير تصميم الأجهزة، من المتوقع أن ينخفض معدل الخطأ.
ومن المثير للاهتمام، أن خوارزمية الانعكاس الزمني نفسها قد تكون مفيدة في جعل أجهزة الحاسوب الكمومية أكثر دقة. يشرح ليبيديف: «يمكن تحديث خوارزميتنا واستخدامها لاختبار البرامج المكتوبة لأجهزة الحواسيب الكمومية والقضاء على الجلبة والأخطاء».'